# D. Appleton & Company
La D. Appleton & Company è stata una casa editrice statunitense, inizialmente specializzata nella letteratura popolare, quindi in guide turistiche, a basso prezzo. Pubblicò il suo primo libro nel 1831. Le pubblicazioni della società gradualmente si estesero su tutti i campi della letteratura. Dopo una crescita continua e molte acquisizioni e fusioni, il marchio, assorbito, gradualmente scomparve dal 1973.
Negli argomenti belles lettres e storia statunitense aveva un notevole elenco di nomi tra i suoi autori.

## Fondatore
La D. Appleton & Company fu fondata da Daniel Appleton, nato a Haverhill il 10 dicembre 1785, città in cui aveva aperto un negozio di alimentari con vendita di libri, poi Appleton si trasferisce a Boston per fondare una casa editrice. Muore il 27 marzo 1849 a New York.

## Cronologia
- 1813 Trasferimento da Haverhill a Boston e importa libri dall'Inghilterra
- 1825 Trasferimento a New York ed entra nel commercio di libri con il cognato Jonathan Leavitt
- 1831 Pubblica il primo libro: Crumbs from the Master's Table[2]. di William Mason (1719-1791)
- 1848 Daniel Appleton si ritira; il figlio William Henry Appleton (1814-1899) forma una società coi fratelli, John Adams Appleton (1817-1881), George Swett Appleton (1821-1878), Daniel Sidney Appleton (1824-1890), e Samuel Francis Appleton (1826-1883)
- 1849 Morte di Daniel Appleton
- 1857 Primo editore commerciale di New York ad impegnarsi in abbonamento editoriale
- 1872 Esce Popular Science magazine
- 1875 Pubblicazione originale delle memorie del Generale William Tecumseh Sherman, una delle prime pubblicazioni di un generale sulla guerra civile
- 1880 Cofondatore di American Book Company
- 1881 Trasferimento da Leonard Street e Broadway, a Bond Street, New York
- 1894 Pubblicazione Songs of the Soil di Frank Lebby Stanton
- 1900 Ha presentato istanza di fallimento e venduto Popular Science; Harper's riorganizzato da Joseph H. Sears
- 1919 J. W. Hiltman nominato presidente
- 1924 Acquisizione di Stewart Kidd Publisher cofondata nel 1914
- 1933 Fusione con The Century Company., fondata nel 1881, per formare Appleton-Century Company
- 1945 Venduto il marchio del reparto libri a Revell Publishing
- 1948 Fusione con F. S. Crofts Co., fondata nel 1924, per formare Appleton-Century-Crofts.
- 1960 Acquistato da Meredith Publishing Company
- 1973 Appleton division acquistata da Prentice Hall
- 1974 New Century division venduta a Charles Walther, e poi divenne parte di Academic Learning Company, LLC
- 1998 Prentice Hall si fonde con Pearson Education
- 2003 Academic Learning Company, LLC acquisisce New Win Publishing, che diventa una divisione di New Century Publishing

## Pubblicazioni maggiori
- The Red Badge of Courage di Stephen Crane, 1895
- Uncle Remus: His Songs and His Sayings di Joel Chandler Harris, 1880
- Alice's Adventures in Wonderland di Lewis Carroll, 1865, prima edizione U.S.A.
- Appletons' Cyclopædia of Biography in 1 volume, 1856, pubblicata da Francis L. Hawks, aggiunge "American biographies" al volume redatto da Elihu Rich e pubblicato nel 1854 da Richard Griffin & Company (Londra).
- Appletons' Cyclopædia of American Biography in 6 volumi, 1887, editi da James Grant Wilson e John Fiske
- Appleton's Railroad and Steamboat Guide, 1847
- New American Cyclopedia in 16 volumi, editi da George Ripley e Charles Anderson Dana, 1857—1863; revisionati e ampliati come American Cyclopedia (1873—1876)
- Johnson's Universal Cyclopaedia 1893, in 8 volumi editi da Charles Kendall Adams. I diritti acquisiti da Alvin J. Johnson & Co.
- Universal Cyclopaedia 1900, in 12 volumi derivati da Johnson's Universal Cyclopaedia. Editi da Charles Kendall Adams, e dal 1902 da Rossiter Johnson, col titolo Universal Cyclopaedia and Atlas
- The Century Dictionary and Cyclopedia, 1889—1891, New Century Dictionary 1927—c. 1963
- Picturesque America di William Cullen Bryant, 1872
- Unabridged English Dictionary 1859
- opere di Jonathan Edwards, 1834 (1703—1758)
- opere scientifiche di Charles Darwin (1809—1882)
- Diseases of the Heart and Arterial System, di Dr. Robert Hall Babcock (1903)
- Diseases of the Lungs di Dr. Robert Hall Babcock (1907)
- Memorie di William Tecumseh Sherman (1820—1891)
- Le opere di Rudyard Kipling [Authorized Editions] 15 Volumi (1899)
- opere letterarie di Henry James (1843—1916)
- opere artistiche di Edith Wharton (1862—1937)
- opere architettoniche di Stanford White (m. 1906)
- Gems of British Art, 1857
- opere di T.H. Huxley, 1880
- From the Manger to the Throne 1880—1889 di REV. T. DeWitt Talmage, D.D.
- American Negro Slavery di Ulrich Bonnell Phillips, 1918